# Budynek inwentarski
Budynek inwentarski – budynek do utrzymania zwierząt gospodarskich.
Wyróżnia się trzy podstawowe formy zabudowy:
- pawilonowa – pojedyncze, wolno stojące budynki, tworzące układ rzędowy, grzebieniowy, pierścieniowy, wachlarzowy lub gwiaździsty;
- blokowa – obiekty o różnym przeznaczeniu powiązane są przestrzennie w jeden zespół funkcjonalny;
- monoblokowa – cały program produkcyjny obiektu wielkostadnego zlokalizowany w jednym budynku o zwartej formie rzutu.

Zależnie od gatunku zwierząt i kierunku produkcji stosuje się różne rozwiązania technologiczne i funkcjonalno-przestrzenne.
Stosownie do przeznaczenia budynki inwentarskie dzieli się je dla:
- bydła – obory, jałowniki, cielętniki, bukaciarnie;
- trzody chlewnej – chlewnie, odchowalnie prosiąt, warchlakarnie, odchowalnie loszek i knurków hod., tuczarnie;
- owiec – owczarnie, odchowalnie młodzieży, tuczarnie jagniąt, budynki dla tryków (tryczniki), odpajalnie jagniąt;
- kur – odchowalnie, kurniki, brojlernie;
- indyków – odchowalnie, brojlernie, indyczniki reprodukcyjne;
- kaczek – kaczniki;
- gęsi – gęśniki.

Warunki mikroklimatyczne w budynkach inwentarskich są jednym z podstawowych czynników wpływających na wyniki i efekty chowu zwierząt. W prawidłowo zaprojektowanych i wykonanych budynkach temperatura i wilgotność powietrza oraz oświetlenie powinny utrzymywać się granicach optymalnych dla danego gatunku zwierząt.
Nowoczesny budynek inwentarski powinien charakteryzować się: 
- zgodnością z ustawodawstwem polskim i unijnym, a także z przepisami eksportowymi innych krajów, kupujących wyroby naszej produkcji zwierzęcej;
- odpowiednimi, określonymi normami, warunkami zootechnicznymi dla każdej kategorii zwierząt;
- zastosowaniem proekologicznych technologii utrzymania zwierząt;
- funkcjonalnością i niezawodnością rozwiązań konstrukcyjnych oraz wyposażenia;
- oszczędnym i efektywnym zużyciem energii;
- minimalnymi nakładami pracy w bieżącej obsłudze zwierząt;
- bezpiecznymi i ergonomicznymi warunkami dla personelu;
- krótkim czasem amortyzacji;
- możliwością wykorzystania energii z surowców powstających w procesie produkcji;
- możliwością przeznaczenia obiektu na cele pozarolnicze.